# 虫の皇女マユの旅
『虫の皇女マユの旅』（むしのおうじょマユのたび）は、氷堂リョージによる日本の漫画作品。ウェブコミック配信サイト『ストーリアダッシュ』（竹書房）にて2023年1月20日より連載中。「LINEマンガ」では2022年12月16日より先行配信されている。

## あらすじ
動物たちがヒト化して社会に関与する時代、ヒト化には厳しい制約があり違法なヒト化を商売とする者も存在していた。虫国の皇女マユは、子供のヒト化が禁じられている中で、その禁を破り、付き人のホタルと共にヒトの世界を冒険していく異種族交流ファンタジー。

## 登場人物
マユ
虫の国の当世の皇女・蚕蛾。
ホタル
マユのメイド。

## 書誌情報
- 氷堂リョージ『虫の皇女マユの旅』竹書房〈バンブーコミックス〉、既刊3巻（2024年7月17日現在）
  1. 2023年7月14日発売[5]、ISBN 978-4-8019-8094-5
  2. 2024年2月17日発売[6]、ISBN 978-4-8019-8248-2
  3. 2024年7月17日発売[7]、ISBN 978-4-8019-8351-9